# Hanno Pevkur
Hanno Pevkur (ur. 2 kwietnia 1977 w Iisaku) – estoński polityk, prawnik, samorządowiec, parlamentarzysta, od 2009 do 2012 minister spraw społecznych, w latach 2012–2014 minister sprawiedliwości, w latach 2014–2016 minister spraw wewnętrznych, od 2022 minister obrony, przewodniczący Estońskiej Partii Reform (2017–2018).

## Życiorys
Studiował w tallińskiej szkole ekonomii, w 2002 ukończył studia prawnicze na Uniwersytecie w Tartu. Dwa lata wcześniej wstąpił do Estońskiej Partii Reform. Pracował w administracji lokalnej, od 2003 do 2005 był urzędnikiem w dzielnicy Nõmme. W latach 2005–2007 zasiadał w stołecznej radzie miejskiej, w 2005 krótko pełnił funkcję wiceburmistrza Tallinna ds. edukacji, kultury i sportu.
W wyborach w 2007 uzyskał mandat posła do Zgromadzenia Państwowego. Z powodzeniem ubiegał się o poselską reelekcję w 2011, 2015, 2019 i 2023.
W lutym 2009 zastąpił Maret Maripuu na stanowisku ministra spraw społecznych w drugim rządzie Andrusa Ansipa. W kwietniu 2011 ponownie objął urząd ministra spraw społecznych w trzecim gabinecie tego samego premiera. W grudniu 2012 przeszedł na urząd ministra sprawiedliwości, zastępując Kristena Michala.
W powołanym w marcu 2014 nowym rządzie Taaviego Rõivasa przeszedł na stanowisko ministra spraw wewnętrznych. W kwietniu 2015 kolejny raz zaprzysiężony na urząd ministra spraw wewnętrznych w drugim gabinecie dotychczasowego premiera. Zakończył pełnienie tej funkcji wraz z całym rządem w listopadzie 2016.
W styczniu 2017 został nowym liderem Estońskiej Partii Reform, w kwietniu 2018 zastąpiła go Kaja Kallas. 18 lipca 2022 został ministrem obrony w drugim rządzie przewodniczącej swojej partii. Utrzymał tę funkcję również w powołanym 17 kwietnia 2023 trzecim gabinecie Kai Kallas oraz w utworzonym 23 lipca 2024 rządzie Kristena Michala.

## Odznaczenia
- Order Księcia Jarosława Mądrego III klasy (Ukraina, 2023)[12]